# Ozierany Wielkie
Ozierany Wielkie (białorus. Вялікія Азяраны) – wieś w Polsce położona w województwie podlaskim, w powiecie sokólskim, w gminie Krynki.
W latach 1975–1998 miejscowość administracyjnie należała do województwa białostockiego.

## Opis
Według Pierwszego Powszechnego Spisu Ludności, przeprowadzonego w 1921 r., wieś liczyła 22 domostwa, które zamieszkiwało 209 osób. Większość mieszkańców miejscowości, w liczbie 141 osób, zadeklarowało wyznanie prawosławne, 58 osób podało rzymskokatolickie, a pozostałe 10 mieszkańców zgłosiło wyznanie mojżeszowe. Podział religijny mieszkańców miejscowości odzwierciedlał ich strukturą narodowo-etniczną, gdyż 141 osób podało białoruską przynależność narodową, 58 polską, zaś 10 żydowską. W tym czasie miejscowość znajdowała się w gminie Hołynka w powiecie grodzieńskim.
We wsi znajduje się cmentarz prawosławny z murowaną kaplicą Położenia Ryzy Matki Bożej z 1970, podlegającą parafii w Krynkach. Wcześniej w tym samym miejscu znajdowała się drewniana kaplica z 1874, która spłonęła w 1963.
W pobliżu wsi znajduje się Zalew Ozierany.